# Kateřina Kalistová
Kateřina Kalistová (* 11. dubna 1975 Praha) je česká politička a manažerka, v letech 2006 až 2007 a opět 2014 až 2019 náměstkyně ministra kultury ČR, v letech 2009 až 2014 členka a předsedkyně Rady pro rozhlasové a televizní vysílání, od roku 2020 ředitelka PKF - Prague Philharmonia, bývalá členka ČSSD.

## Život
V letech 1996 až 2003 vystudovala Právnickou fakultu Univerzity Karlovy v Praze a v roce 2007 složila na téže fakultě úspěšně rigorózní zkoušku z finančního práva (získala tak titul JUDr.). V průběhu svého studia absolvovala dva zahraniční pobyty. Za prvé v roce 2002 studovala anglický jazyk v rámci ESL programu na University of Watterloo v Kanadě a za druhé v roce 2003 studovala ruský jazyk na Puškinově institutu ruského jazyka v Rusku.
Pracovní kariéru začínala již za studií. Nejprve se jednalo o právní praxi v advokátních kancelářích. V letech 2001 až 2005 byla ředitelkou Nadace Lvíče, která se zabývala podporou a ochranou dětí a nezletilé mládeže. V letech 2002 až 2005 působila jako tajemnice prezidenta festivalu na Mezinárodním filmovém festivalu pro děti a mládež ve Zlíně.
V roce 2005 jednak absolvovala stáž v Rusku, konkrétně v Českém centru v Moskvě, a jednak pracovala v kabinetu ministra na Ministerstvu práce a sociálních věcí ČR, kde připravovala podklady pro jednání vlády. V letech 2008 až 2009 byla výkonnou ředitelkou Nadačního fondu Impuls.
Kateřina Kalistová je vdaná, má tři děti (Anna, Tamara, Jáchym). Hovoří anglicky, rusky, německy a španělsky. Zajímá se o rovné příležitosti, ochranu základních lidských práv a svobod a mezikulturní dialog. Mezi její záliby patří hory, četba a sport.

## Politické působení
Do roku 2019 byla členkou ČSSD. Od února 2006 do roku 2007 působila jako náměstkyně na Ministerstvu kultury ČR, kde měla na starosti živé umění a knihovny, církve a náboženské společnosti a regionální a národnostní kulturu.
Od května 2009 do listopadu 2014 byla členkou Rady pro rozhlasové a televizní vysílání, z toho od června 2009 do února 2014 radě předsedala. Na začátku února 2014 se opět stala náměstkyní na Ministerstvu kultury ČR, tentokrát pro řízení sekce živého umění.
Ve volbách do Evropského parlamentu v roce 2014 kandidovala na 20. místě kandidátky ČSSD, ale neuspěla.
V červenci 2019 oznámil premiér ČR Andrej Babiš, že by od srpna 2019 mohla z pozice náměstkyně dočasně vést Ministerstvo kultury ČR, dokud se nevyřeší situace kolem jmenování nového ministra kultury ČR. Nakonec byl však tímto úkolem pověřen náměstek René Schreier.
Na konci roku 2019 se rozhodla po dohodě ukončit své působení na Ministerstvu kultury ČR.
Od února 2020 působí jako ředitelka PKF - Prague Philharmonia o.p.s.